# محمد أمين الصافي النجفي
السيّد محمد أمين بن علي الموسوي النجفي الشهير بـالصافي (1902 - 3 نوفمبر 1973) فقيه مسلم وشاعر عراقي في القرن 14 هـ/ 20 م. ولد في النجف في عائلة عريقة من طائفة الشيعة الإثنا عشرية. قرأ المقدمات العلمية والأدبية على عدد من علماء عصره منهم فتح الله الإصفهاني ومحمد حسين النائيني وأبو الحسن الموسوي الأصفهاني. ثم قام بالمهام الشرعية في النجف وعين قاضيًا شرعيًا في البحرين. نشط ثقافيًا واجتماعيًا بين أبناء مدينته. ولهُ مؤلفان مخطوطان هما آيات التوحيد، والوجيز في تراجم السيد عبد العزيز و ديوان لم يحتفظ بأكثرهِ. توفي في مسقط رأسه ودفن بهِ.

## سيرته
ولد محمد أمين بن علي بن صافي بن قاسم بن محمد بن أحمد بن عبد العزيز الموسوي النجفي في النجف سنة 1320 هـ/ 1902م ونشأ بها. نشط ثقافيًا واجتماعيًا في النجف وشارك في النوادي الأدبية واستفاد منها ونظم الشعر وأجاد فيه وله من ذلك ديوان لم يحتفظ بأكثرة. «ما أتيح من شعره قصائد ومقطوعات قصيرة، ارتبطت بالمناسبات الاجتماعية والقومية، فنظم في مناسبة عيد الأم، كما نظم في مناسبة ميلاد حفيد له، وله قصيدة يتبرم فيها من الحياة (الاجتماعية) في البحرين، وهو ذو نزعة دينية، إذ نظم في أحكام المساجد مرددًا الآراء الفقهية والشرعية، وله مراسلات شعرية من قبيل الإخوانيات.» 

توفي في النجف في 8 شوال 1393 هـ/ 3 نوفمبر 1973 م ودفن في مقبرة أخيه محمد رضا الصافي.

## مؤلفاته
- الوجيز في تراجم آل السيد عبد العزيز
- حاشية العروة الوثقى
- وحي الأمين
- آيات التوحيد
- ديوان شعر